# Черноголовая трясогузка

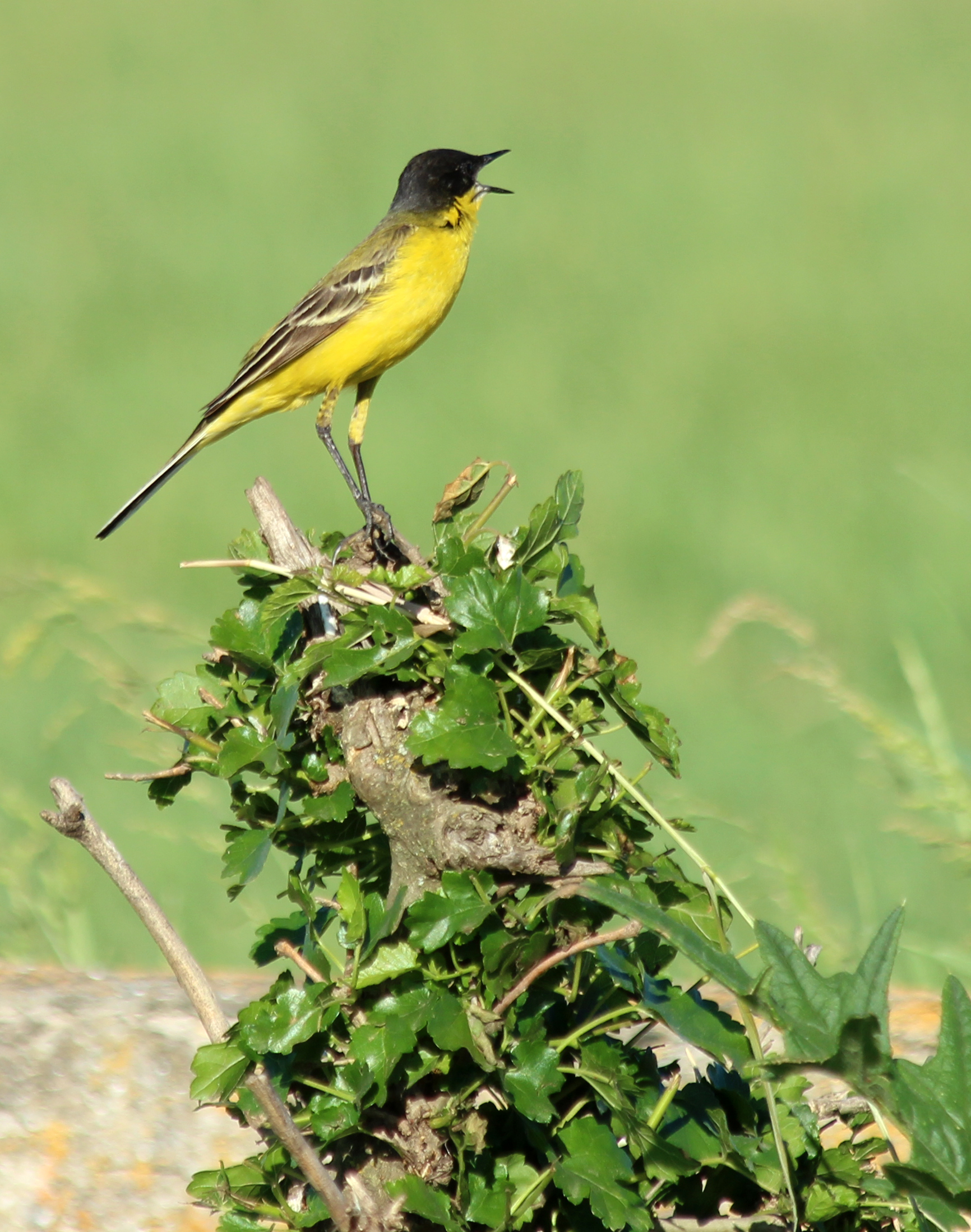
самец черноголовой трясогузки

Черноголовая трясогузка (лат. Motacilla feldegg) — вид птиц из семейства трясогузковые. IOC рассматривает черноголовую трясогузку в качестве подвида Motacilla flava feldegg.

## Описание
У самца черноголовой трясогузки в брачном наряде верх головы, уздечка, кроющие уха, верх шеи, иногда и передняя часть спины, бархатно-черные. Изредка встречаются особи с белой или жёлтой бровью. Спина желтовато-зеленая, или серо-желтовато-зеленая, надхвостье более яркое. Низ тела ярко-желтый, подбородок иногда белый. Кроющие крыла и маховые бурые, с белыми, желтоватыми или желтыми каемками. Две пары крайних рулевых белые, с небольшим количеством темного на внутренних опахалах, остальные рулевые темно-бурые, с узкими светлыми каемками. Клюв и ноги черные. Самка в брачном наряде сверху бурая, с зеленовато-оливковым оттенком, надхвостье сероватое. У старых особей голова, шея, кроющие уха и уздечка тускло-черные. Низ белый, с легким желтоватым налетом. Кроющие крыла и маховые бурые с узкими белыми или желтоватыми каемками. Рулевые как у самца, клюв и ноги бурые. После осенней линьки у трясогузок на верхней стороне сильно развиты зеленовато-желтые каемки перьев, почти сплошь скрывающие чёрный цвет головы самцов, отчего и самцы и самки окрашены однообразно. Молодые в гнездовом наряде в общем охристо-бурого тона, кроющие уха беловатые, с черными пестринами. После осенней линьки сходны с самками. Вес 15-18 граммов, крыло самцов 75-86, хвост 60-78 мм.

## Биология
Черноголовая трясогузка — многочисленная, местами обычная перелетная гнездящаяся птица. Поселяется на мокрых лугах, берегах озёр с редким тростником, высокой травой и разреженным кустарником, главным образом на равнинах, но возможно и в Тянь-Шаньских предгорьях на высотах до 1000—1900 м. Во время перелетов посещает пастбища, пустынные местности неподалеку от озёр, заросли тростника, объединяясь в тысячные стаи с другими трясогузками. Прилетает стайками в несколько десятков птиц в середине марта — начале апреля. Большинство птиц прибывает в середине — конце апреля, последние весенние мигранты отмечались в начале — середина мая. Гнездится разреженными колониями. Гнездо строится из сухой травы в ямке под кустом травы или сухим навозом, выстилается волосом и тонкой травой. Кладка в 4-6 яиц происходит с конца апреля до конца июня. Оба родителя выкармливают птенцов, которые оперяются в конце мая — середине июля. Нередко повторное гнездование после потери первой клаки. Осенний перелет начинается в августе. Большинство птиц отлетают в конце августа — сентябре, последние тянутся до начала октября.